# Fiesta de la Virgen de la Guía

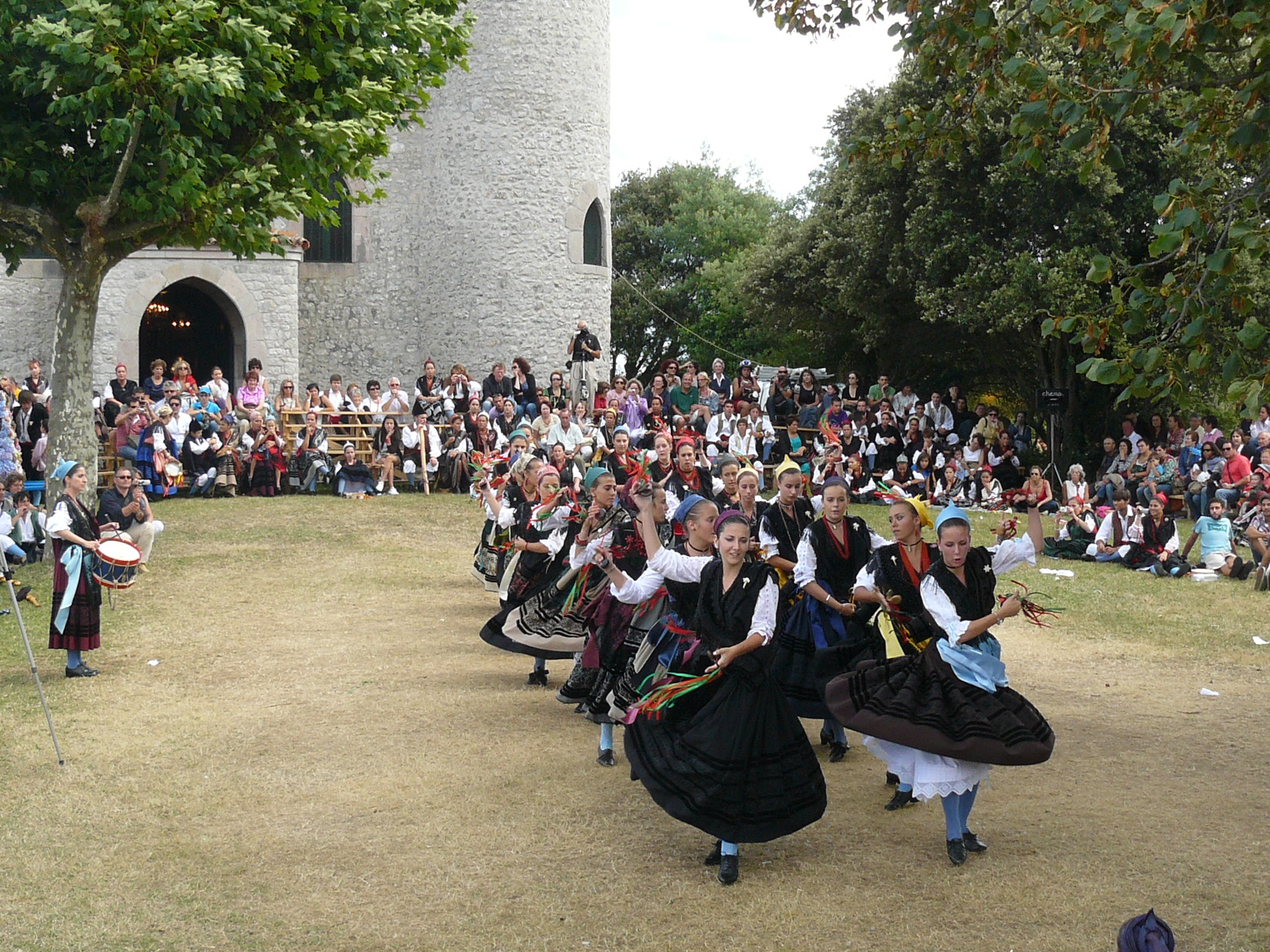
Baile delante de la Iglesia de la Virgen de la Guía

La Fiesta de la Virgen de la Guía se celebra en la localidad asturiana de Llanes. La fiesta se celebra el día 8 de septiembre. El 15 de octubre de 2016, la imagen de la Virgen de Guía, fue Coronada Canónicamente por el Arzobispo de Oviedo, Don Jesús Sanz Montes, en la Basílica de Santa María de la Asunción de Llanes. 
Se trata de una fiesta declarada como de interés turístico nacional.

## Leyenda
Según cuenta la leyenda popular la fiesta se inicia cuando una embarcación pesquera que estaba faenando se ve sorprendida por una galerna. La situación en la embarcación se va haciendo más difícil y los marineros se encomiendan a la Virgen para que les de protección. Una vez pedida la protección divisaron un objeto que flotaba en el mar y decidieron atarlo a la barca, una vez ocurrido esto se les apareció una paloma que les condujo a tierra firme. En tierra firme abrieron la caja, descubriendo la imagen de la Virgen.
La imagen fue depositada en la iglesia de San Antón pero la imagen apareció en otro lugar, los marineros volvieron a acercarla a la capilla de San Antón, pero vuelve a desaparecer volviendo al mismo sitio ocurriendo lo mismo en tres ocasiones. Tras esto se cree que la Virgen quiere estar en ese lugar y se le construye una pequeña capilla para albergar a la imagen.

## Fiesta
La celebración comienza en la semana anterior con la celebración de la novena que acaba coincidiendo en el día ocho.
Hasta el año 1929 se celebraba sólo el día ocho pero desde ese año los eventos se dividen en dos días, el siete y el ocho.
La fiesta comienza con una procesión nocturna el día siete en el que se traslada la imagen desde la capilla de su mismo nombre hasta la iglesia en dónde se celebrará al día siguiente la misa solemne de la fiesta.
El día ocho comienza con el disparo de cohetes, tras la misa se inicia la procesión del día ocho. En esta procesión van gaiteros, llaniscas y niños haciendo la danza de los arcos. La procesión tiene como finalidad regresar la imagen a la capilla. Una vez que se llega a la capilla se le ofrecen los ramos y se realizan diferentes danzas delante de la capilla.